# Холика (индуизм)
Холика (санскр. होलिका), иногда также известная как Симхика, священных писаниях была девушкой-асуром, которую сожгли заживо. Она была сестрой царя Хираньякашипу и тетей Прахлада .
История Холики Дахан (смерть Холики) означает победу добра над злом. Холика ассоциируется с ежегодным костром в ночь перед праздником красок Холи.

## Легенда

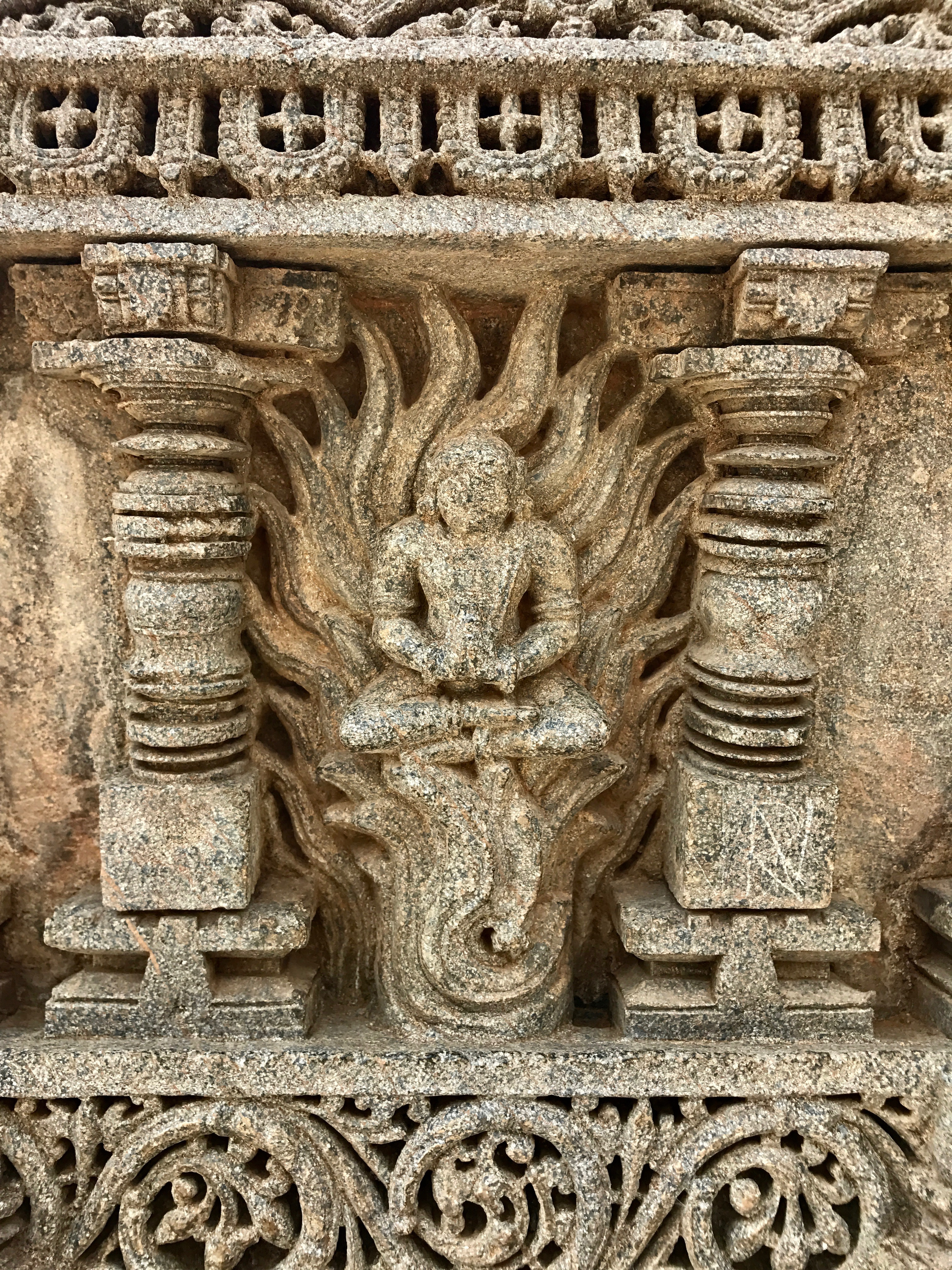
Древняя скульптура, изображающая Прахладу в огне.

Согласно народным преданиям «Индуизм сегодня», царь по имени Хираньякашипу, который, как и многие другие асуры, имел сильное желание стать бессмертным. Чтобы исполнить это желание, он выполнял необходимый тапас и подвижничество, пока не получил Брахма не явился ему. Поскольку тот никогда не даровал полное бессмертие, Хираньякашипу использовал свое коварство и хитрость, чтобы получить дар, который, как он думал, сделал его бессмертным. Хираньякашипу получил пять особенностей: его не мог убить ни человек, ни животное, ни в помещении, ни на улице, ни днем, ни ночью, ни метательное оружием, ни ручным, и ни на земле, ни в воде, ни в воздухе. Когда это желание исполнилось, Хираньякашипу почувствовал себя непобедимым, что сделало его очень высокомерным. Хираньякашипу постановил, что только ему следует поклоняться как богу, он наказывал и убивал всех, кто не подчинялся его приказам. Его сын Прахлада не согласился со своим отцом и отказался поклоняться отцу как богу. Он продолжал верить и поклоняться Господу Вишну.
Это очень рассердило Хираньякашипу, и он предпринял несколько попыток убить Прахладу. Во время одного покушения на него царь Хираньякашипу обратился за помощью к своей сестре Холике. У Холики был специальный плащ, защищавший её от огня. Хираньякашипу попросил её сесть на костер с Прахладом, обманом заставив мальчика сесть к ней на колени. Однако, когда взревело пламя, плащ слетел с Холики и накрыл Прахладу. Холика сгорела заживо, а Прахлада вышел невредимым.
Вишну явился в образе Нарасимхи - получеловека-полульва, в сумерках (когда не было ни дня, ни ночи), взял Хираньякашипу у порога (который не был ни в помещении, ни на улице), посадил к себе на колени (что было ни на земле, ни в воде, ни воздухе), а затем выпотрошил и убил короля своими львиными когтями (которые не были ни ручным, ни метательным оружием). В этой форме Вишну дар Брахмы Хираньякашипу оказался бесполезен. Таким образом, Прахлада и царство людей были свободны от принуждения и страха перед Хираньякашипу, что означает победу добра над злом.

## Происхождение Холики Дахан

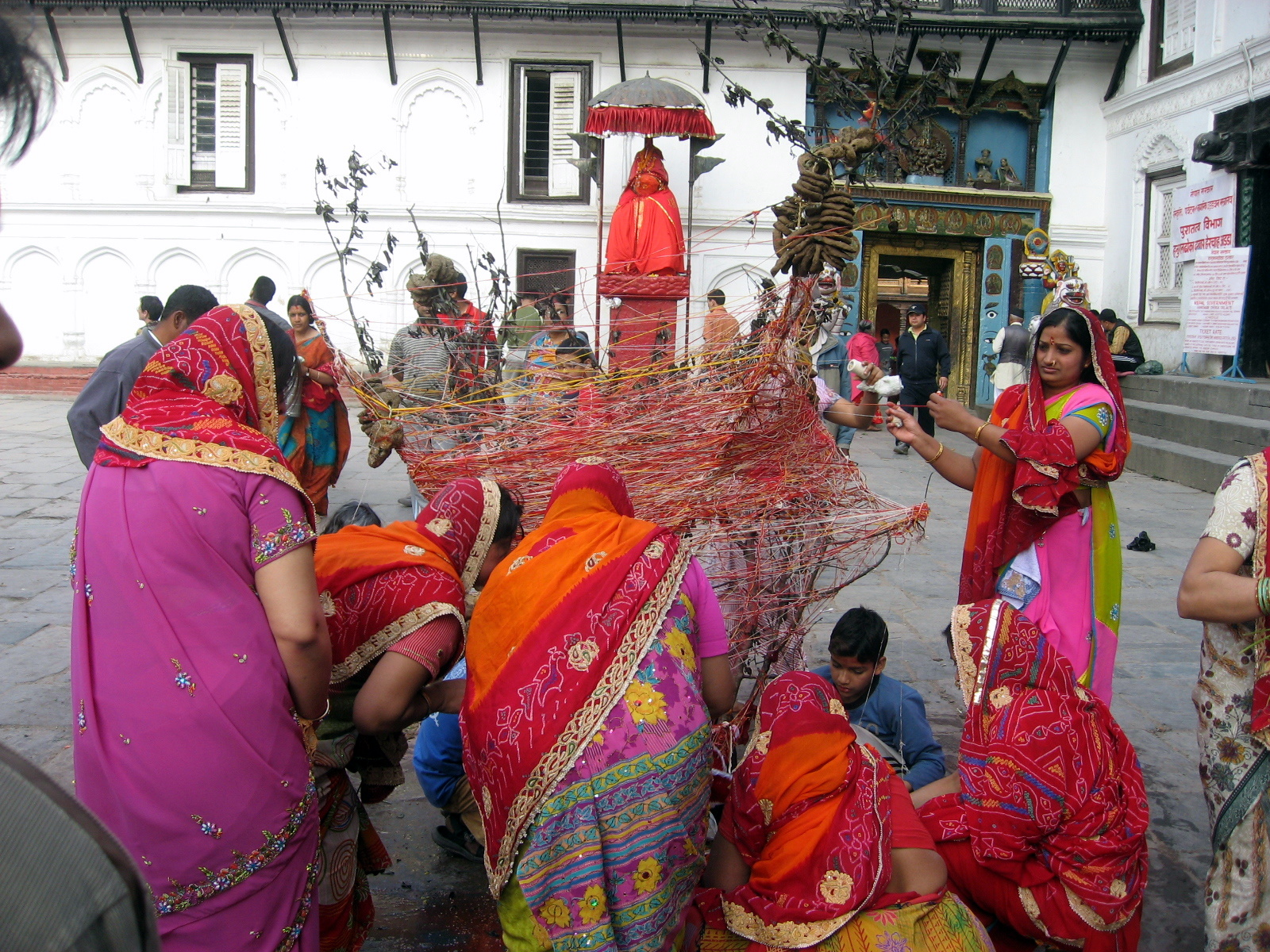
Холика Дахан, Катхаманду, Непал

Во многих традициях индуизма на Холи празднуют смерть Холики и спасение Прахлада. В ночь перед Холи в Северной Индии зажигают костры в соответствии с традицией. В некоторых частях Индии этот день называется Холика. Есть и другие действия, связанные с историей Прахлада, но только сожжение Холики непосредственно связано с Холи.
Эта история является свидетельством победы силы преданности (бхакты) над злом, представленным царем Хираньякашипу, поскольку Прахлада никогда не терял своей веры. В пуранах сожжение Холики является наиболее распространенным объяснением празднования Холи. В некоторых частях Индии приводятся другие причины гибели Холики:
- Вишну вмешался, и поэтому Холика была сожжена.
- Брахма дал Холике способность сопротивляться огню, но при условии, что она будет использовать этот дар во вред, в противном случае она его потеряет.
- Холика на самом деле была праведной, и именно её одежда давала ей силу. Зная, какое зло ждёт Прахладу, она отдала свою одежду мальчику, чтобы спасти его, пожертвовав собой.
- Когда Холика села на костер, она надела свой огнезащитный плащ, а затем посадила Прахладу к себе на колени. Когда огонь был зажжен, Прахлада начал молиться Вишну, который вызвал порыв ветра, который сдул шаль с Холики на Прахлада, спасая его и позволяя ей сгореть заживо[4].

Про Холи есть ещё одна история, связанная с жертвоприношением во имя любви с участием Шивы и Кама-дева.
До того, как Шива женился на Парвати, Кама и его жена Рати пытались помочь Парвати завоевать Шиву как своего мужа. Камадев выпустил свою стрелу в Шиву во время его медитации, чтобы заставить его полюбить Парвати и жениться на ней. Это Шива это почувствовал и его третий глаз открылся, мощным взглядом он обратил Кама-дева в пепел, оставив Рати с разбитым сердцем. Хотя стрела не сработала, так как была уничтожена в процессе, Шива и Парвати в конце концов поженились. На свадьбе Рати умоляла Шиву вернуть ей Камадева. Шива согласился и восстановил Камадеву как образ с истинными эмоциями.